# Betula forrestii
Betula forrestii är en björkväxtart som beskrevs av Hand.-mazz. Betula forrestii ingår i släktet björkar, och familjen björkväxter. Inga underarter finns listade.

## Bildgalleri

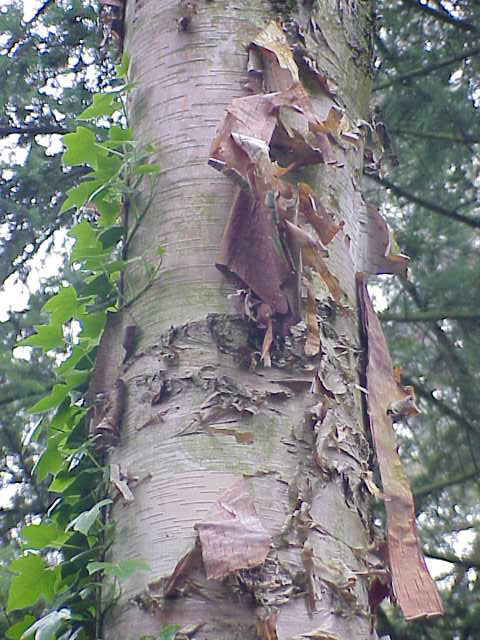
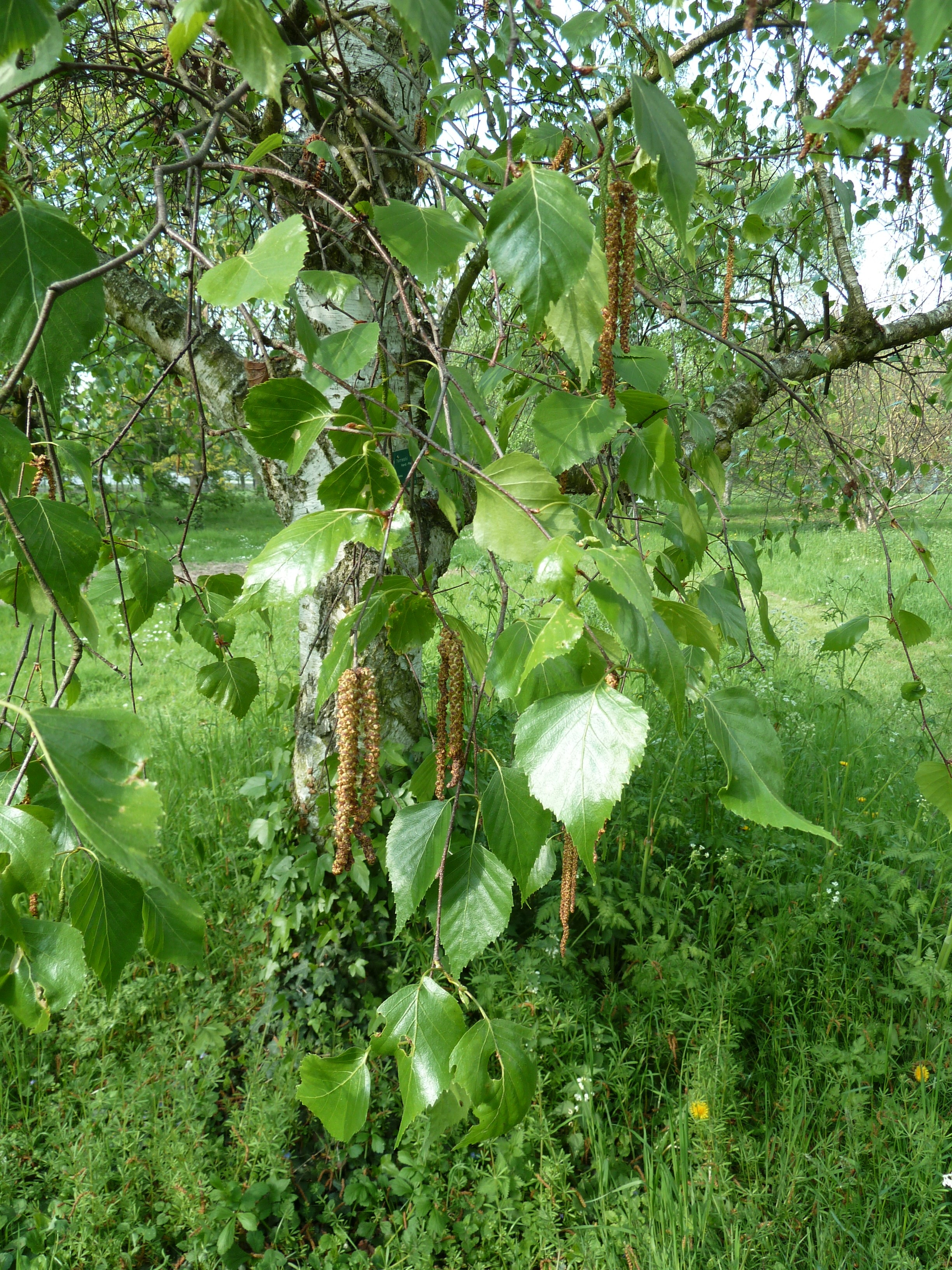
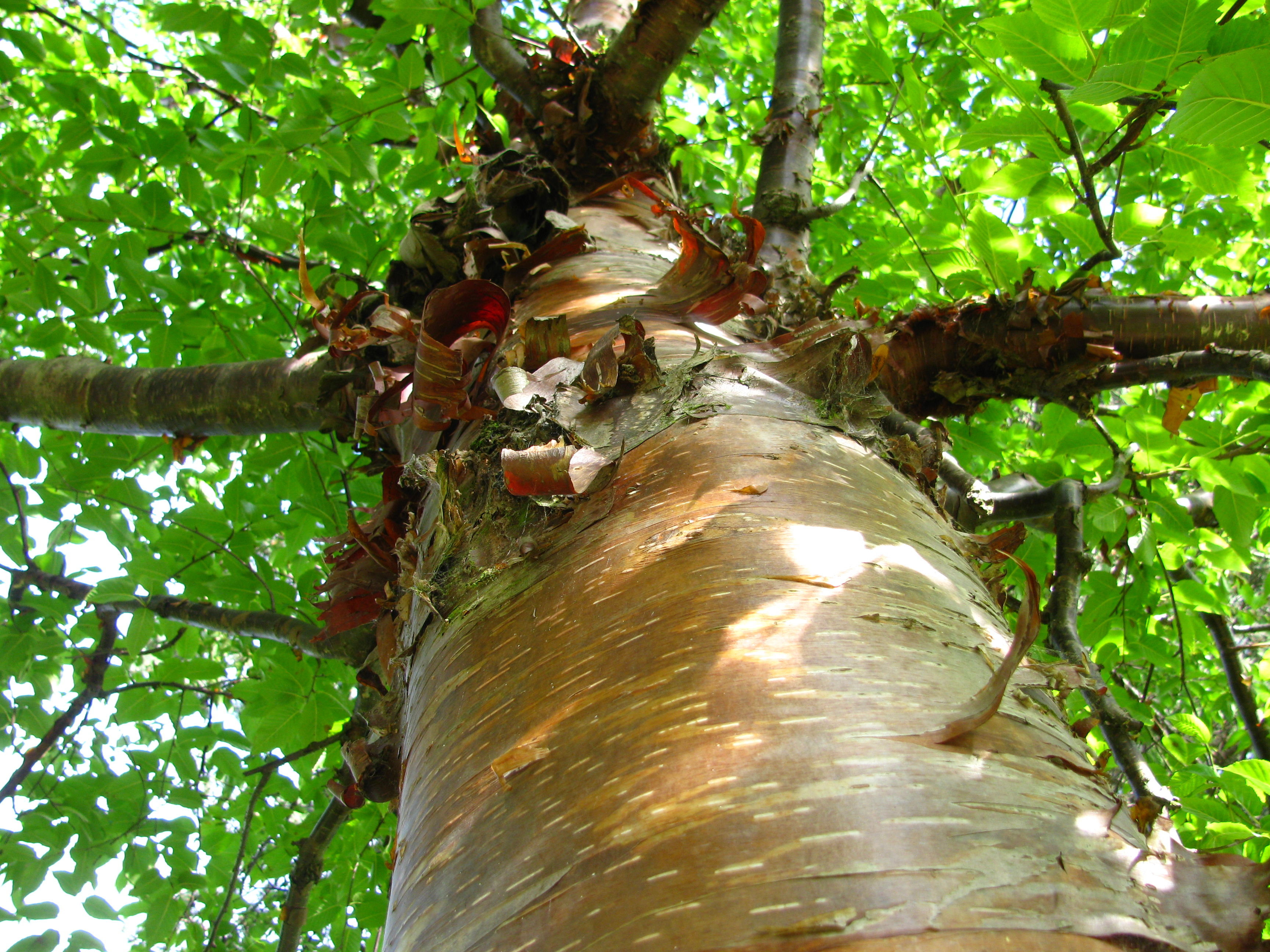
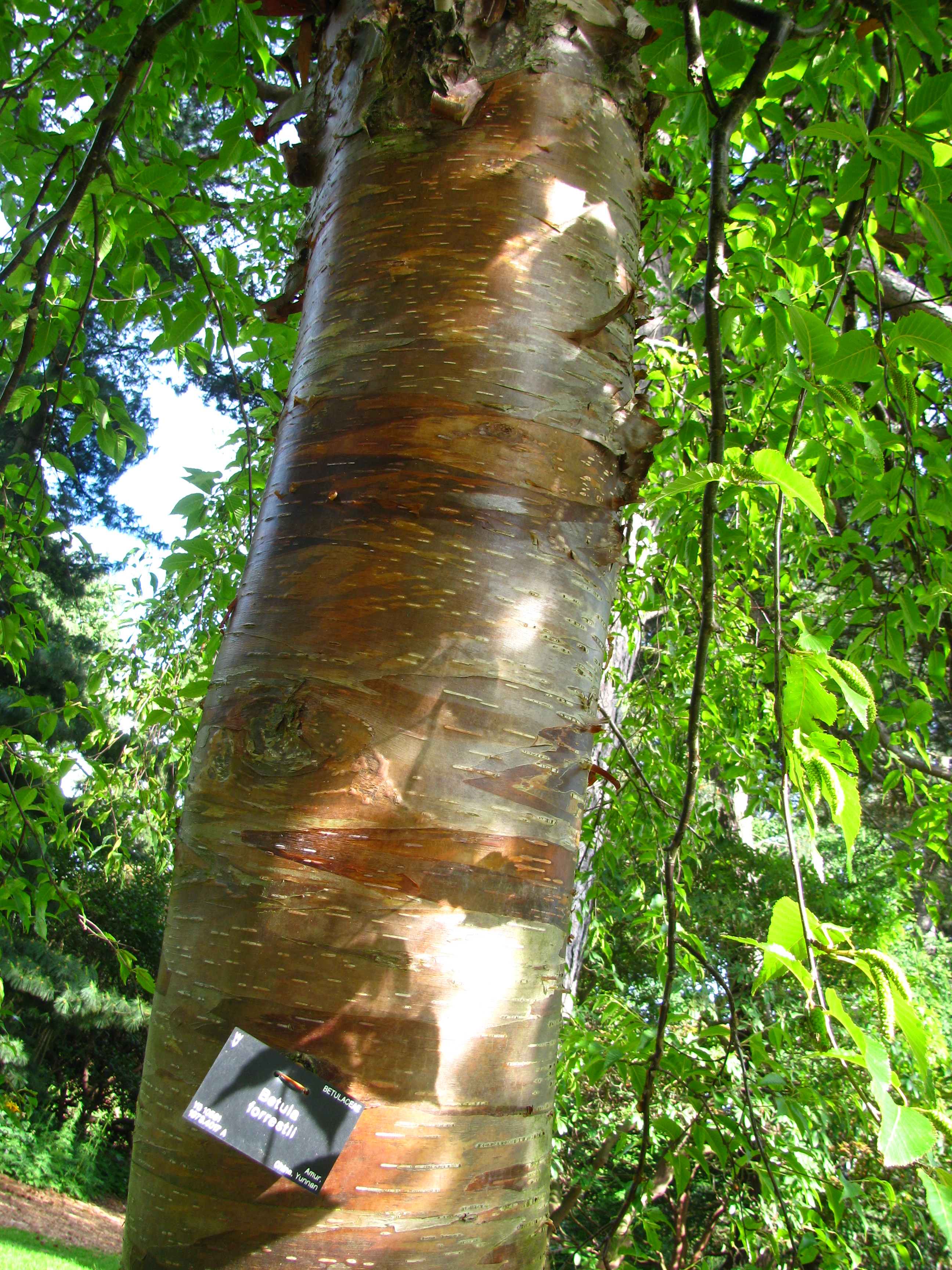